# Sverigedemokraterna: den nationella rörelsen
Sverigedemokraterna: den nationella rörelsen är en bok av Stieg Larsson och Mikael Ekman, som utkom senhösten 2001. Den avhandlar Sverigedemokraterna och deras historia, samt med ett kortare avsnitt om det då nybildade Nationaldemokraterna.